# مربقة
مربقة أو غلي أو زَهّاف (الاسم العلمي: Dactyloctenium)، جنس نبات عشبي معمر من فصيلة النجيلية أعطانها في أفريقيا وآسيا وأستراليا. واسمها الشائع حشائش قدم الغراب.